# 印度洋條鰨
印度洋條鰨為輻鰭魚綱鰈形目鰨亞目鰨科的其中一種，為熱帶海水魚，分布於印度西太平洋區，從波斯灣至巴布亞紐幾內亞海域，棲息深度43-125公尺，體長可達15公分，棲息在沙泥底質大陸棚底層水域，生活習性不明，可做為食用魚。

## 扩展阅读
維基物種上的相關：印度洋條鰨